# كارنوسين الزنك
كارنوسين الزنك، غالبًا ما يُطلق عليه اسم زنك كارنوزين، ويعرف أيضًا باسم بوليبريزينك،  هوواقي للغشاء المخاطي  وممخلب للمعادن الثقيلة. اخترعته شركة هاماري للكيماويات. يحتوي على 23٪ زنك و77٪ كارنوسين على شكل جزيئي وليس مخلوطي.
يعتبر في اليابان دواء ويحتاج إلى وصفة طبية على عكس بعض البلدان الاخري.